# Seelackenmuseum
Das Seelackenmuseum ist ein Heimatmuseum in der Marktgemeinde Sankt Veit im Pongau im Land Salzburg. Die drei Schwerpunkte des Museums sind Geschichte & Archäologie, bäuerliches Leben und Thomas Bernhard. Das Museum wird gemeinsam mit dem Schaubergwerk Sunnpau vom Museumsverein St. Veit betrieben und ist Teil des Schauangebots im Geopark Erz der Alpen.

## Wallnergut

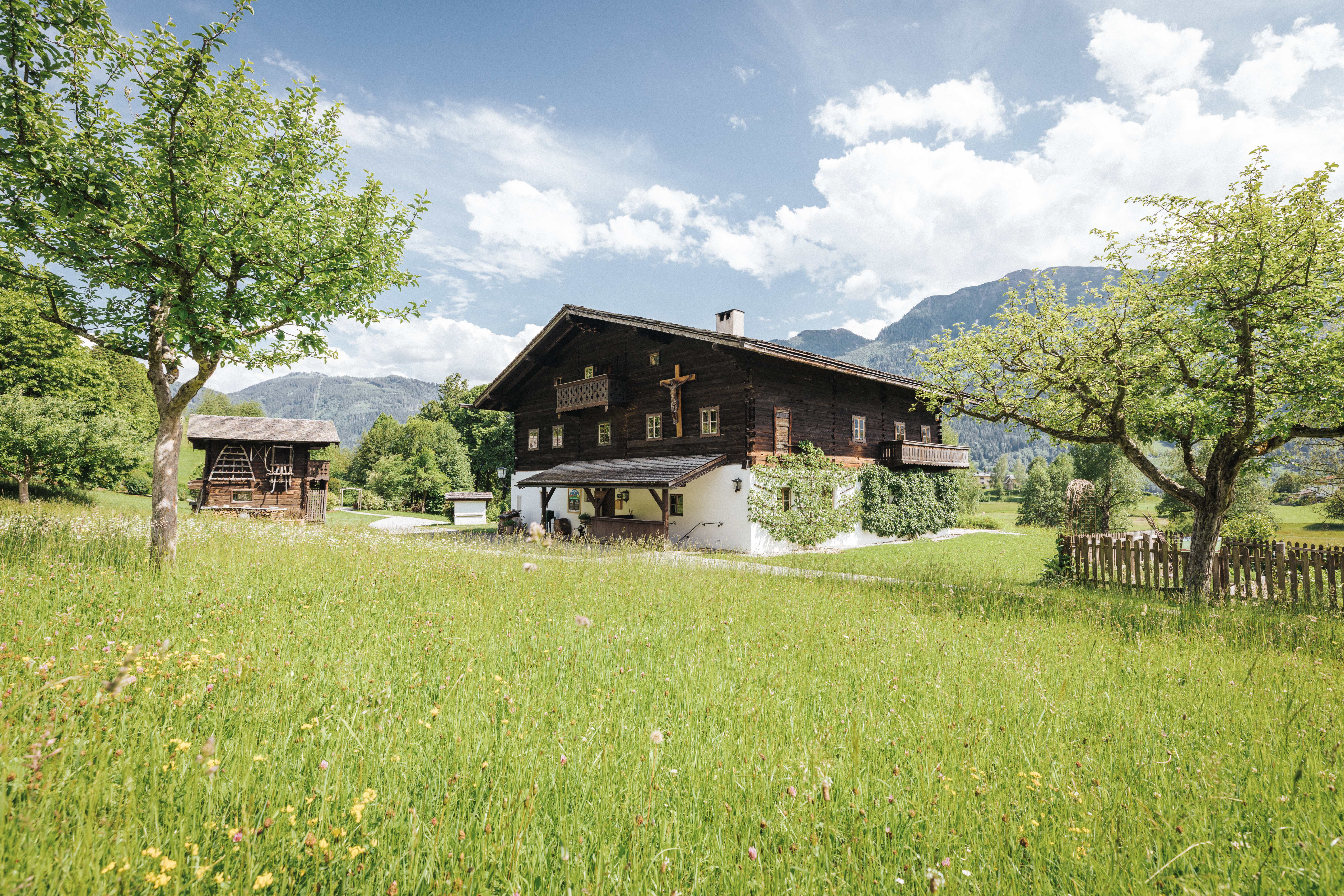
Seelackenmuseum von hinten mit Bauerngarten

Das Museum ist im Wallnergut (auch Wallner(bauern)haus, Wallnerhof) untergebracht, einem typischen Pongauer Bauernhaus aus dem 18. Jahrhundert. Dieses wurde ursprünglich 1738 in Schwarzach errichtet, wo es bis 1988 stand. Danach wurde es abgetragen, am heutigen Standort 1992 mit dem originalen ersten Stock und dem ursprünglichen Dach wieder aufgebaut und 1994 als Museum eröffnet. Bemerkenswert sind die große Bauernstube mit Holtramdecke und Kachelofen sowie die Rauchkuchl. Das Gebäude steht unter Denkmalschutz.
Zu dem Bauensemble des Museums gehören außerdem die Seelackenmühle, eine mit oberschlächtigem Wasserrad angetriebene Mühle, die 1991 eröffnet wurde, sowie ein Troadkasten, ein Backofen, ein Bienenschaukasten und ein Küchengarten.

## Ausstellungen und Angebot
Die Dauerausstellung des Museums gliedert sich in drei Themenbereiche: Geschichte & Archäologie, bäuerliches Leben, und Thomas Bernhard. Außerdem finden jährlich Sonderausstellungen statt. Im Jahr 2020 ermöglicht das Seelackenmuseum mit der Sonderausstellung „Gestickte Sprüche – alt und modern“ einen Einblick in die Entwicklung der Stickerei von historischen, handgestickten Sprüchen bis hin zur modernen Maschinenstickerei, die mittels einer Fotoreportage von Elena Zakharova und Ausstellungsstücken der design M-W.Maschinenstickerei präsentiert wird.
Weiters werden individuelle Führungen, Kurse und Workshops angeboten, das Museum kann auch für Veranstaltungen oder Feiern, zum Beispiel Hochzeiten gemietet werden.

### Geschichte und Archäologie

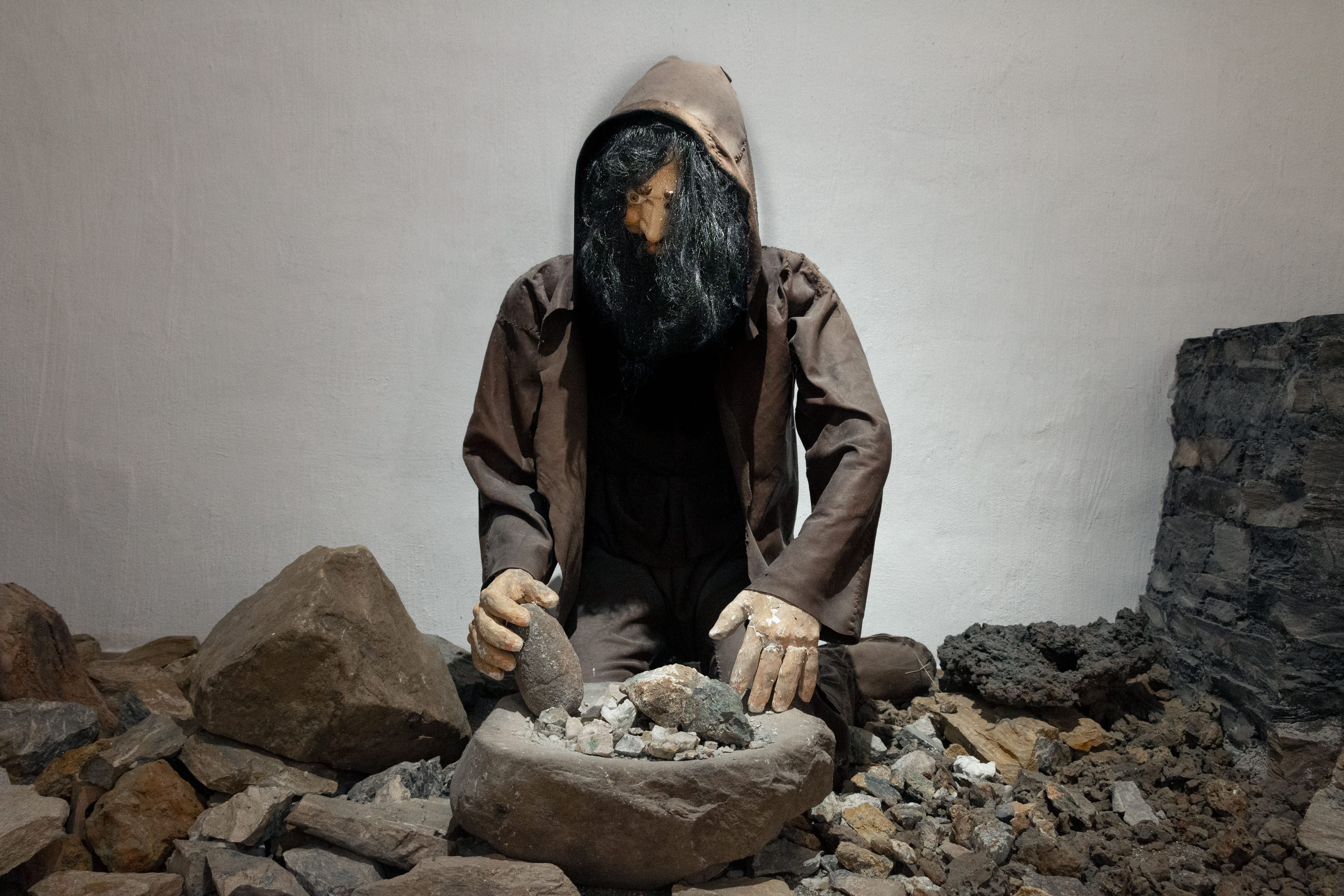
Scheiden des Erzes am Scheidstein, Rekonstruktion

Die Ausstellung führt durch die wichtigsten Epochen des Ortes St. Veit, der älteste Fund ist ein jungsteinzeitliches Lochbeil datiert auf ca. 3800 v. Chr. Aus der Bronzezeit, in der der Kupferabbau in St. Veit eine grundlegende Rolle spielte, stammen zum Beispiel ein Bronzedolch, Speerspitzen und eine Rekonstruktion eines Brandgrabes aus dem Gräberfeld von Schernberg. Auch Funde aus der Eisenzeit, Hallstattzeit, Latènezeit und aus der Zeit der Römer sind zu besichtigen. Eines der Highlights der Ausstellung ist eine römische Grubenlampe, die im Schaubergwerk Sunnpau gefunden wurde und auf ca. 300 n. Chr. datiert wird.
Weiters sind Fundstücke aus dem Schaubergwerk Sunnpau, wie ein bronzezeitliches Bergmannsgrab und Werkzeuge wie zum Beispiel Grubenlampen aus den verschiedenen Abbauepochen in St. Veit zu besichtigen. Die Blütezeit des Bergbaus in St. Veit war einerseits sicherlich die Bronzezeit, einen zweiten Boom erlebte der Kupferabbau im Mittelalter, als man das Kupfer für die Goldschmelze des Tauerngoldes aus Gastein und Rauris benötigte. 1875 wurde der Abbau schlussendlich eingestellt.
Den zweiten Schwerpunkt im Themenbereich der Geschichte stellt die Protestantenvertreibung von 1731 und 1732 dar. Aus dem Fürsterzbistum Salzburg wurden damals mehr als 20.000 Menschen vertrieben, wobei die Gesamtbevölkerung sich nur um ca. 140.000 belief. Die vertriebenen flohen großteils ins heutige Deutschland, Polen und Kaliningrad, einige aber bis nach Amerika. Von dort stammen zwei Löffel, gegossen mit einer Löffelgussform, die aus Salzburg mitgenommen wurde. Unter anderem ist das Museum auch im Besitz von Namenslisten der Vertriebenen.

### Bäuerliches Leben

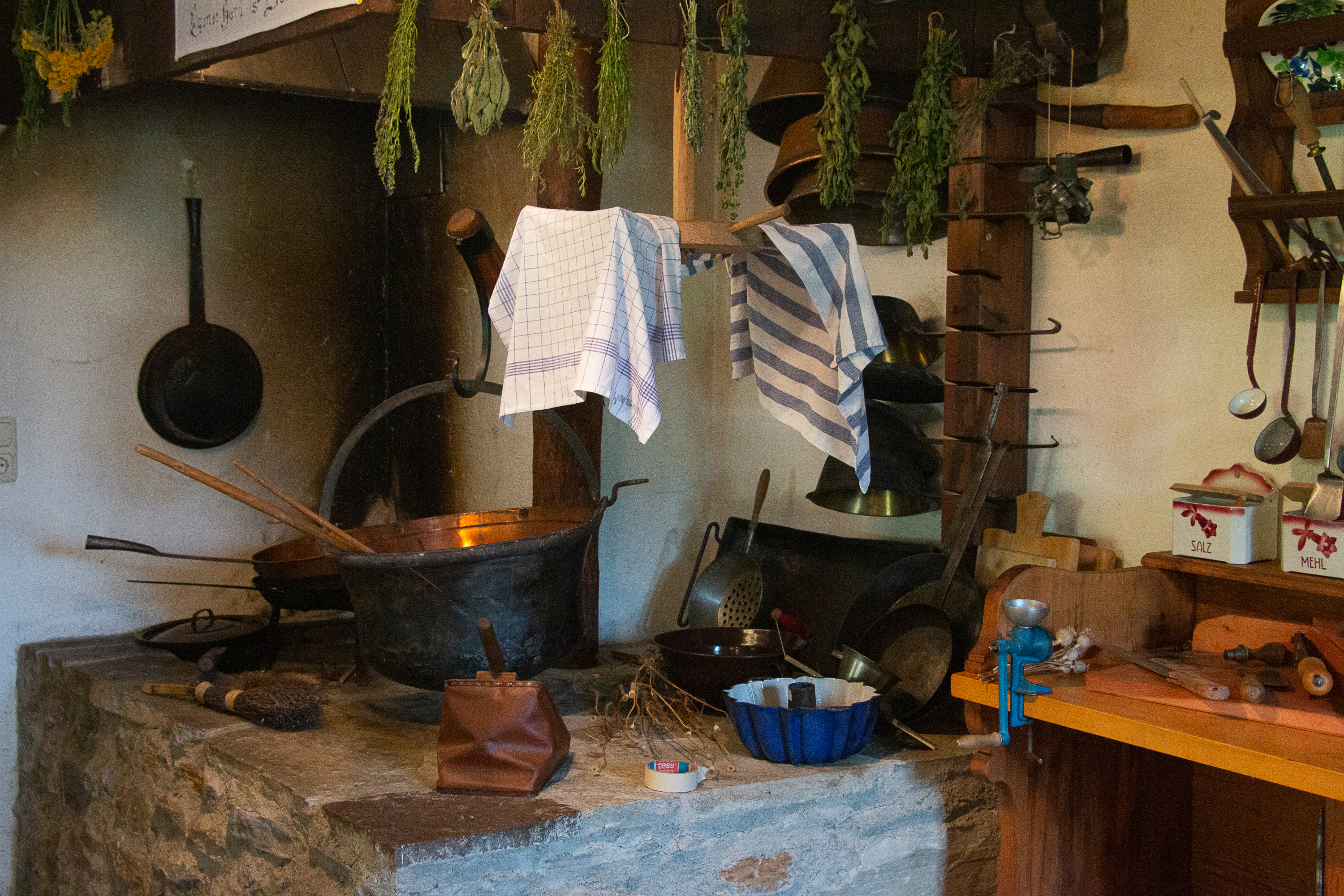
Rauchkuchl mit Feuerstelle

Neben dem Bauernhaus, der Mühle, dem Backofen und dem Getreidekasten selbst, bietet das Seelackenmuseum auch weitere Einblicke in das bäuerliche Leben des 18. Jahrhunderts. In der Rauchkuchl erfährt man, wie man von 300 Jahren kochte, im Schlafzimmer werden Kleidung und Hygiene der Landbevölkerung vorgestellt. Der Dachboden bietet eine Vielfalt an Werkzeugen und Maschinen von der Holzarbeit bis zur Imkerei.

### Thomas Bernhard

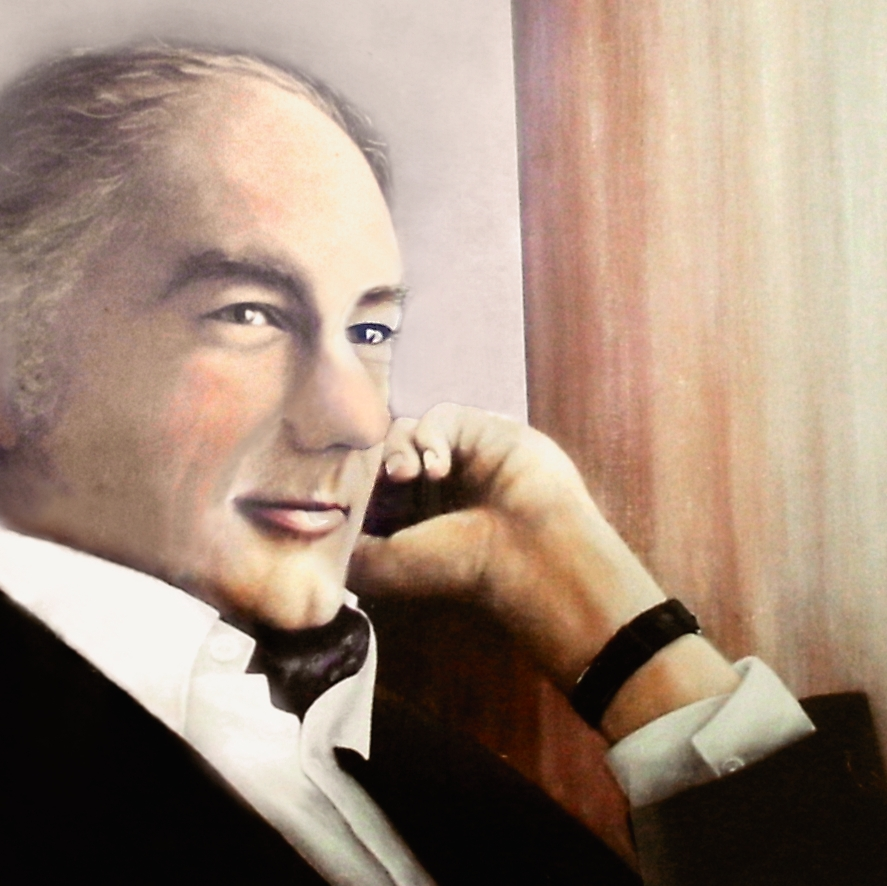
Thomas Bernhard, Bernhardhaus 2009, Foto eines Gemäldes

Den dritten Schwerpunkt bildet die Dauerausstellung zu Thomas Bernhard mit Erinnerungen an seinen Aufenthalt als Patient in der Landesklinik Sankt Veit im Pongau (1949–1951) sowie an spätere Urlaubsaufenthalte des Autors in der Gemeinde. Das Museum besitzt den Großteil seiner literarischer Werke. Auch wurde in Sankt Veit der Thomas-Bernhard-Wanderweg, der entlang von mehreren Stationen durch den Ort führt und genauer auf die Beziehung des Autors zu St. Veit eingeht. Jährlich werden die Thomas-Bernhard-Tage abgehalten, welche unter anderem mit Lesungen und Vorträgen aber auch mit zeitgenössischer Kunst an den Schriftsteller erinnern.

## Betrieb
Das Museum wird von ehrenamtlichen Mitgliedern des Museumsvereins betrieben. Die Geldmittel werden von der Marktgemeinde, vom Land Salzburg und vom Bund zur Verfügung gestellt. Zusätzlich kommt Sponsoring von der örtlichen Wirtschaft.

## Auszeichnungen
- 2006 Österreichisches Museumsgütesiegel[9]

## Bildergalerie

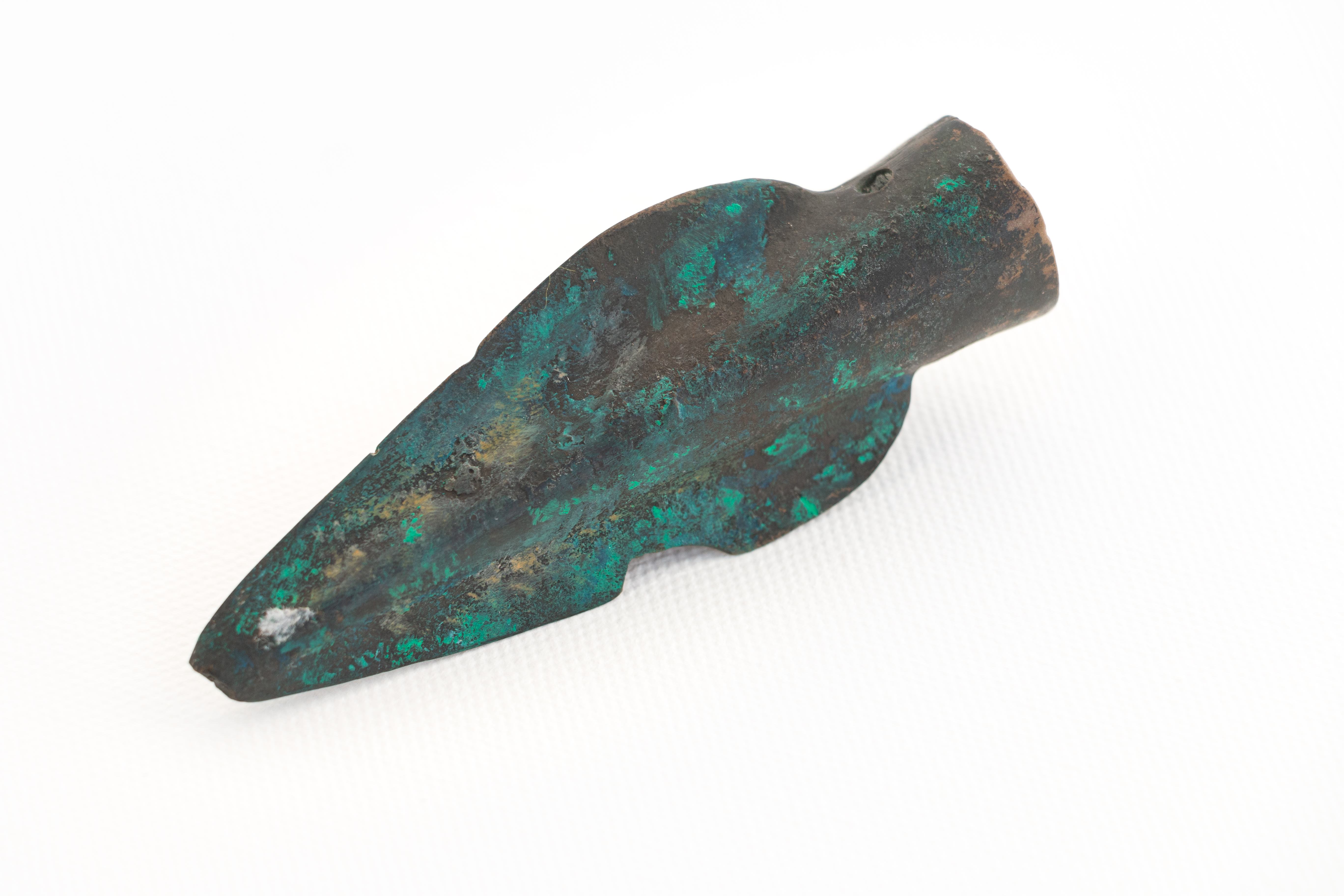
Lanzenspitze Bergmannsgrab Schaubergwerk Sunnpau
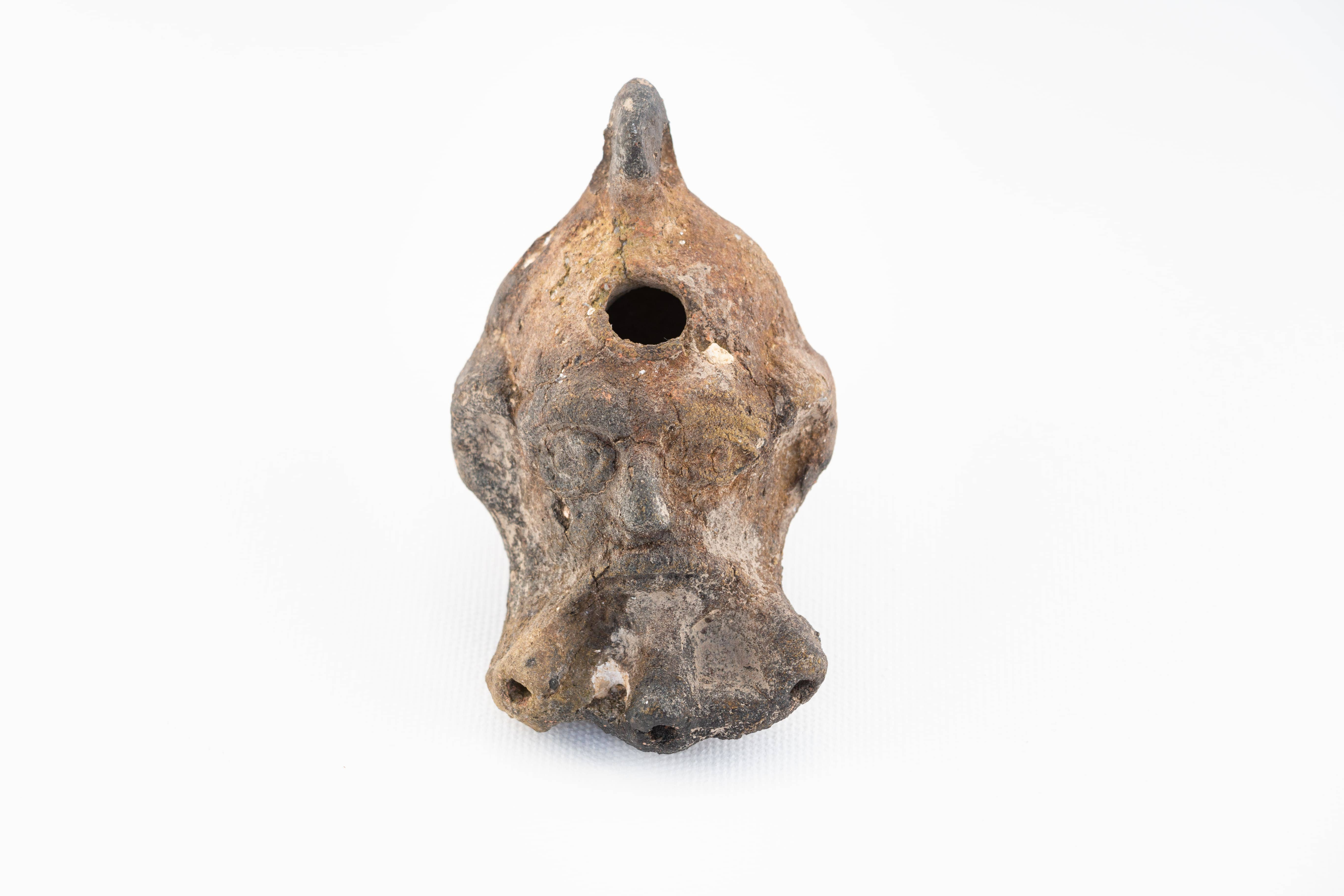
Römische Lampe gefunden im Schaubergwerk
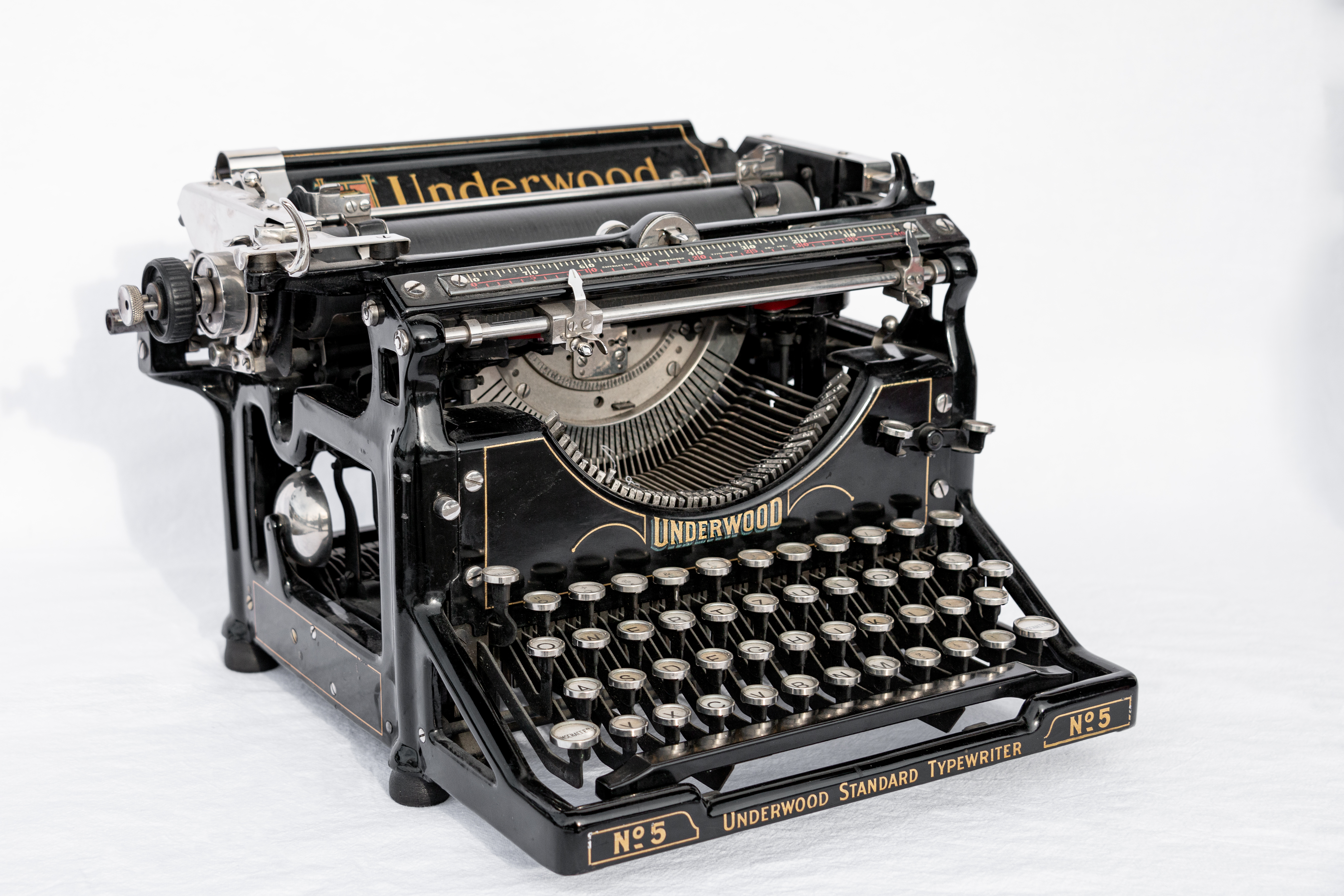
Schreibmaschine von Thomas Bernhard